# 藤原智美
藤原 智美（ふじわら ともみ、男性、1955年7月20日 - ）は、日本の小説家、エッセイスト。芥川賞受賞。
福岡県福岡市出身。福岡県立福岡高等学校、明治大学政治経済学部政治学科卒業。1990年、フリーランスのライターの傍ら『王を撃て』により小説家デビュー。1992年『運転士』により第107回（1992年上半期）芥川龍之介賞受賞。2021年10月より読売新聞人生案内の回答者の一人を担当している。

## 著書

### 小説
- 『運転士』講談社、1992　のち文庫
- 『R リアリティ』集英社 1994
- 『群体』講談社 1994
- 『恋する犯罪』読売新聞社 1996
- 『メッセージボード』読売新聞社 1997
- 『ミッシングガールズ』集英社 1998
- 『モナの瞳』講談社 2003
- 『私を忘れないで』（絵本）森祐子絵 インデックス・コミュニケーションズ 2006
- 『骨の記憶』集英社、2011

### エッセイ等
1990年代
- 『だから役にたつ仕事 世紀末と格闘するマニアックな人々』PHP研究所 1995
- 『ディスプレイのなかの青空』白水社 1996
- 『「家をつくる」ということ―後悔しない家づくりと家族関係の本』（プレジデント社、1997年）のち講談社文庫

2000年代
- 『家族を「する」家―「幸せそうに見える家」と「幸せな家」』（プレジデント社、2000年）のち講談社+α文庫
- 『住まいから家族をみる』日本放送出版協会  NHK人間講座 2002
- 『「子どもが生きる」ということ こころが壊れる空間・育つ空間』講談社 2003
- 『たたかうマイホーム 住まいの現在家族の未来』廣済堂出版 2003
- 『なぜ、その子供は腕のない絵を描いたか』祥伝社 2005 のち黄金文庫
- 『ぼくが眠って考えたこと』（エクスナレッジ、2005年）
- 『「知を育てる」ということ 後悔しない「学びの場」選びと親子関係の本』プレジデント社 2006
- 『脳の力こぶ 科学と文学による新「学問のすゝめ」』川島隆太共著 集英社  2006　のち文庫
- 『暴走老人！』（文藝春秋、2007年）のち文庫
- 『検索バカ』（朝日新書、2008年）

2010年代
- 『文は一行目から書かなくていい 検索、コピペ時代の文章術』プレジデント社 2011
- 『ネットで「つながる」ことの耐えられない軽さ』文藝春秋 2014
- 『スマホ断食 ネット時代に異議があります』潮出版社、2016年7月。ISBN 978-4-267-02057-5。
- 『なぜ、「子供部屋」をつくるのか 集中力・思考力は個室でこそ磨かれる』廣済堂出版、2017年2月。ISBN 978-4-331-52078-9。
- 『文は一行目から書かなくていい』小学館〈小学館文庫プレジデントセレクト〉、2017年2月。ISBN 978-4-09-470015-2。
- 『日本の隠れた優秀校 エリート校にもない最先端教育を考える』小学館〈小学館文庫プレジデントセレクト〉、2017年5月。ISBN 978-4-09-470016-9。
- 『あなたがスマホを見ているとき、スマホもあなたを見ている。』プレジデント社、2017年12月。ISBN 978-4-8334-2258-1。
- 『この先をどう生きるか 暴走老人から幸福老人へ』文藝春秋、2019年1月。ISBN 978-4-16-390955-4。
- 『つながらない勇気 ネット断食3日間のススメ』文藝春秋〈文春文庫〉、2019年12月。ISBN 978-4-16-791412-7。

2020年代
- 『人として生まれたからには、一度は田植えをしてから死のうと決めていました。 米をつくるということ。』プレジデント社、2020年12月。ISBN 978-4-8334-5160-4。
- 『スマホ断食 コロナ禍のネットの功罪』潮出版社〈潮新書〉、2021年7月。ISBN 978-4-267-02301-9。